# Mein Schiff 5
 (décembre 2020).
Si vous disposez d'ouvrages ou d'articles de référence ou si vous connaissez des sites web de qualité traitant du thème abordé ici, merci de compléter l'article en donnant les références utiles à sa vérifiabilité et en les liant à la section « Notes et références ».
Mein Schiff 5 est un navire de croisière appartenant à TUI Cruises.
Il est similaire à Mein Schiff 3, Mein Schiff 4 et Mein Schiff 6, avec seulement des différences mineures. 